# John Curtis Chamberlain
John Curtis Chamberlain (* 5. Juni 1772 in Worcester, Province of Massachusetts Bay; † 8. Dezember 1834 in Utica, New York) war ein US-amerikanischer Politiker. Zwischen 1809 und 1811 vertrat er den Bundesstaat New Hampshire im US-Repräsentantenhaus.

## Werdegang
John Chamberlain studierte bis 1793 am Harvard College, der späteren Harvard University. Nach einem anschließenden Jurastudium und seiner im Jahr 1796 erfolgten Zulassung als Rechtsanwalt begann er in Alstead (New Hampshire) in seinem neuen Beruf zu arbeiten.
Politisch war Chamberlain Mitglied der von Alexander Hamilton gegründeten Föderalistischen Partei. Zwischen 1802 und 1804 war er Abgeordneter im Repräsentantenhaus von New Hampshire. Im Jahr 1804 zog er nach Charlestown. Bei den Kongresswahlen des Jahres 1808, die staatsweit abgehalten wurden, wurde er für das zweite Abgeordnetenmandat von New Hampshire in das US-Repräsentantenhaus in Washington gewählt. Dort trat er am 4. März 1809 die Nachfolge von Daniel Meserve Durell an. Da er im Jahr 1810 auf eine erneute Kandidatur verzichtete, konnte er bis zum 3. März 1811 lediglich eine Legislaturperiode im Kongress absolvieren.
Nach seiner Zeit im Kongress arbeitete Chamberlain wieder als Rechtsanwalt. Im Jahr 1818 war er erneut Abgeordneter im Staatsrepräsentantenhaus. Außerdem betätigte er sich als Amateurhistoriker und Poet. Mitte der 1820er Jahre zog John Chamberlain nach Honeoye Falls im Staat New York. Schon im Jahr 1826 zog er nach Utica weiter. Auch in seiner neuen Heimat arbeitete er als Anwalt. Er starb am 8. Dezember 1834 in Utica.